# Aegithalos exilis
El mito pigmeo (Aegithalos exilis) es una especie de ave paseriforme de la familia Aegithalidae endémica de Java.
El mito pigmeo es el miembro más pequeño de su familia, y la especie más pequeña de las aves en Java. Mide entre 8,5 y 8,7 cm de longitud.

## Taxonomía
Anteriormente se clasificaba como único miembro del género Psaltria, pero en 2016 fue trasladado al género Aegithalos.

## Distribución y hábitat
Se encuentra únicamente en la isla de Java, donde habita los bosques de montaña y en las montañas hasta los 1000 metros de altitud.en el oeste de la isla. Frecuenta los bosques de coníferas y otros tipos de bosque abierto, y se encuentra a menudo en el borde del bosque.